# Thibaud
Thibaud este un oraș din Dominica.